# Asahel Peck

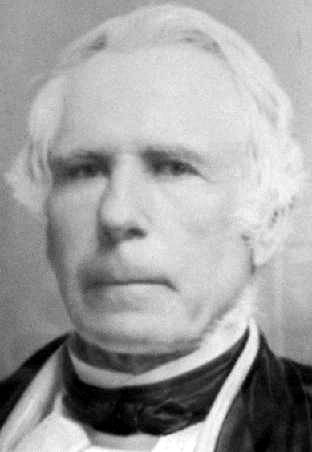
Asahel Peck

Asahel Peck (* 6. Februar 1803 in Royalston, Worcester County, Massachusetts; † 18. Mai 1879 in Jericho, Vermont) war ein US-amerikanischer Jurist und Politiker und von 1874 bis 1876 Gouverneur des Bundesstaates Vermont.

## Frühe Jahre und Aufstieg
Bereits im Jahr 1806 kam Asahel Peck mit seiner Familie nach Montpelier. Dort besuchte er die örtlichen Schulen. Anschließend studierte er an der University of Vermont. Danach war er einige Zeit in Québec in Kanada, wo er Französisch studierte, das er anschließend fließend beherrschte. Zum Abschluss seiner Studienzeit studierte Peck noch Jura. Nach seiner im Jahr 1832 erfolgten Zulassung bei der Anwaltskammer arbeitete er in einer Kanzlei in Montpelier.
Ursprünglich war Peck Mitglied der Demokratischen Partei. Nach der Gründung der Republikanischen Partei trat er zu dieser über. Von 1851 bis 1857 war er Richter an einem Bezirksgericht und zwischen 1860 und 1867 war er Mitglied des Obersten Gerichtshofes seines Staates. Im Jahr 1874 wurde er zum neuen Gouverneur von Vermont gewählt.

## Gouverneur von Vermont und weiterer Lebenslauf
Peck trat sein neues Amt am 8. Oktober 1874 an. Als Gouverneur setzte er sich für eine Reform des Gefängniswesens ein. Er unterstützte auch die Idee, für Leichtkriminelle Werkstätten zu bauen. Damals wurde auch über eine Kanalverbindung vom Sankt-Lorenz-Strom zum Atlantischen Ozean diskutiert. Nach Ablauf seiner zweijährigen Amtszeit zog sich Peck aus der Politik zurück und arbeitete wieder als Rechtsanwalt. Außerdem widmete er sich seiner Farm in Jericho. Dort ist er am 18. Mai 1879 auch verstorben.